# Club Deportivo Liberal
Maillots
Le C.D. Liberal est un club de football salvadorien fondé en 1962, basé à Quelepa, dans le Département de San Miguel.
Le club évolue en deuxième division, avant d'être relégué en troisième division en 2015.